# Région naturelle de l'Indre
Le département de l'Indre, en région Centre-Val de Loire est composé de cinq régions naturelles qui sont :
- la Brenne ;
- le Boischaut Sud ;
- le Boischaut Nord ;
- le Blancois ;
- la Champagne berrichonne.

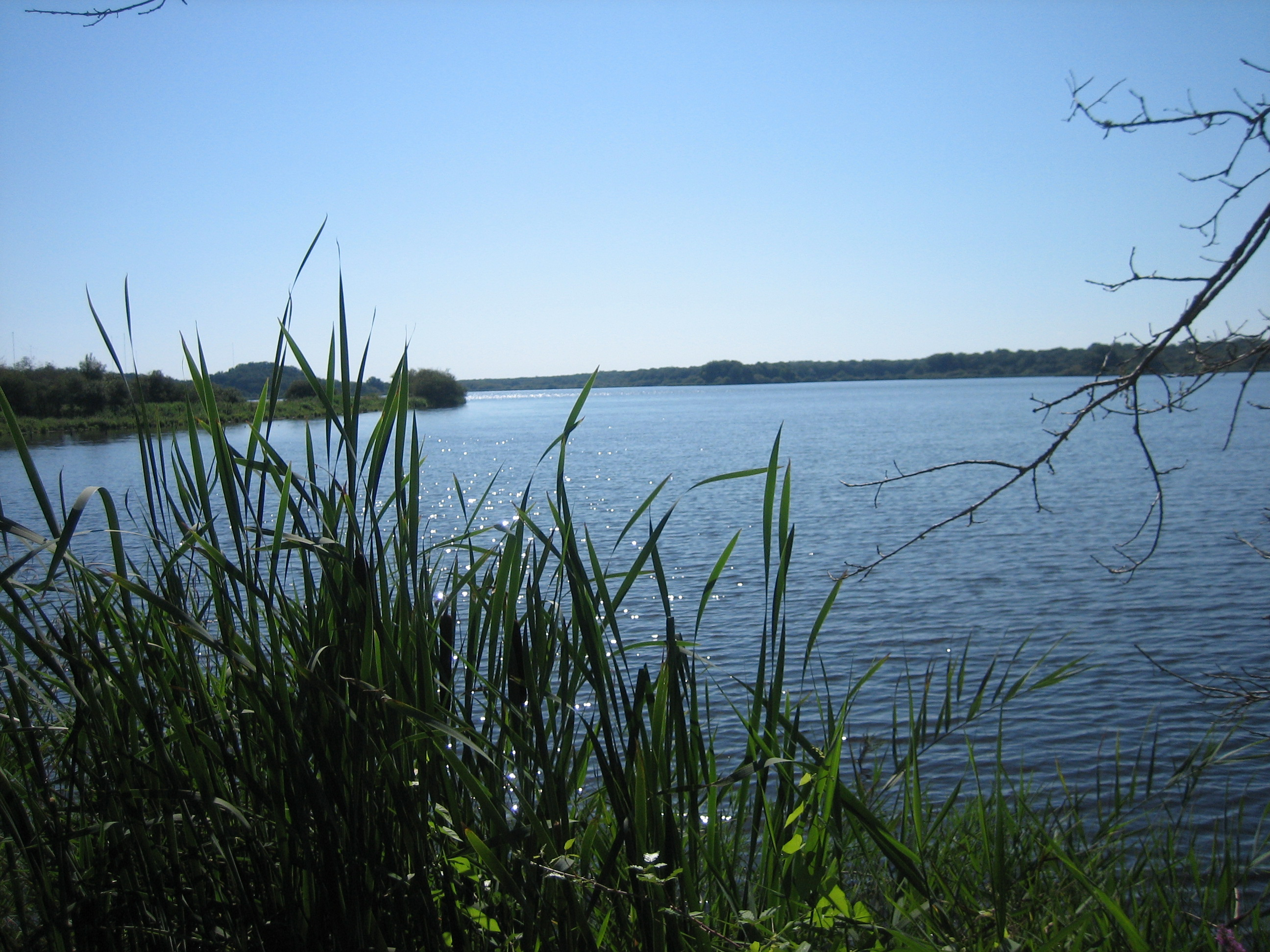
La Brenne en 2007.
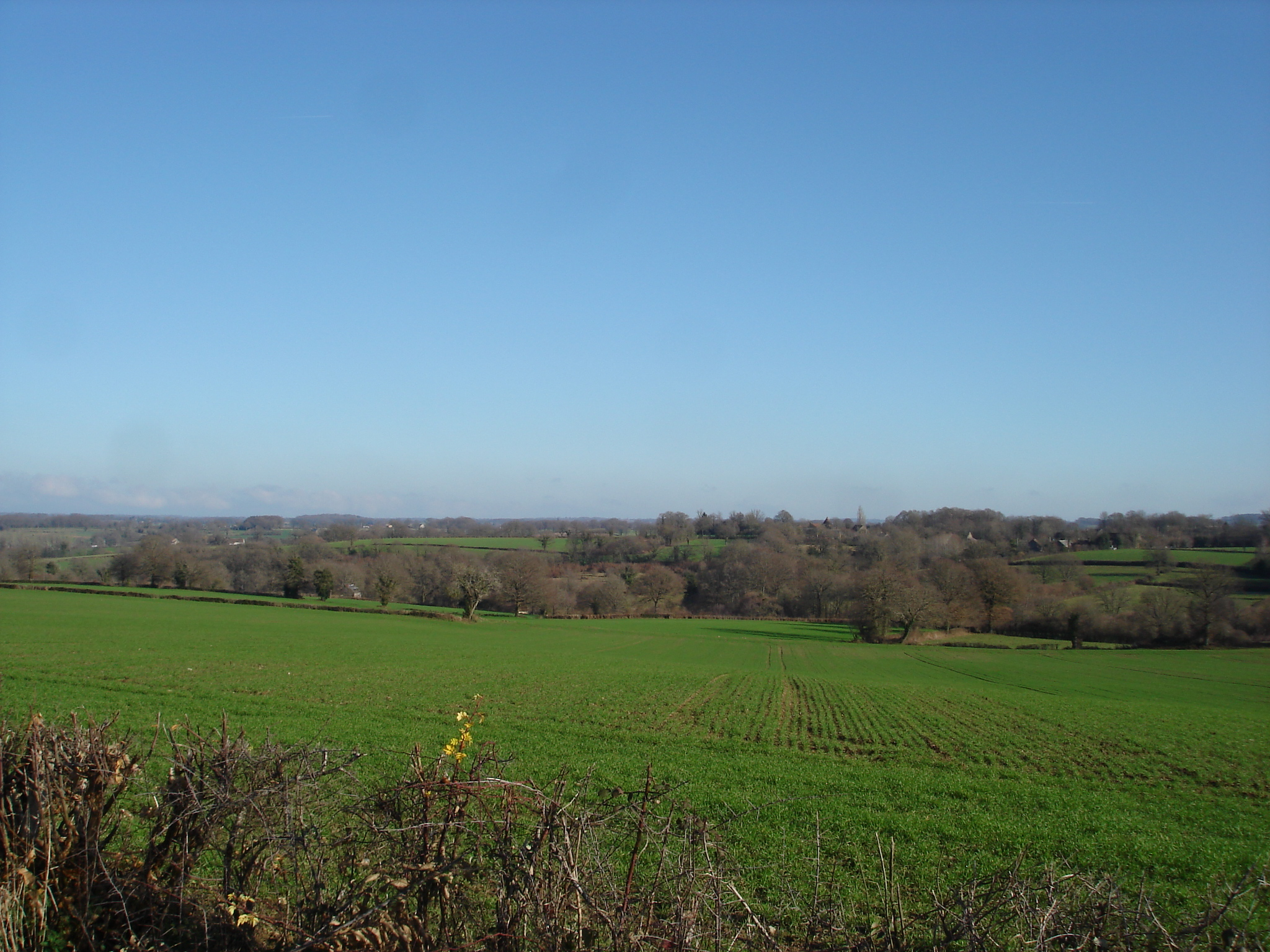
Le Boischaut Sud en 2012.
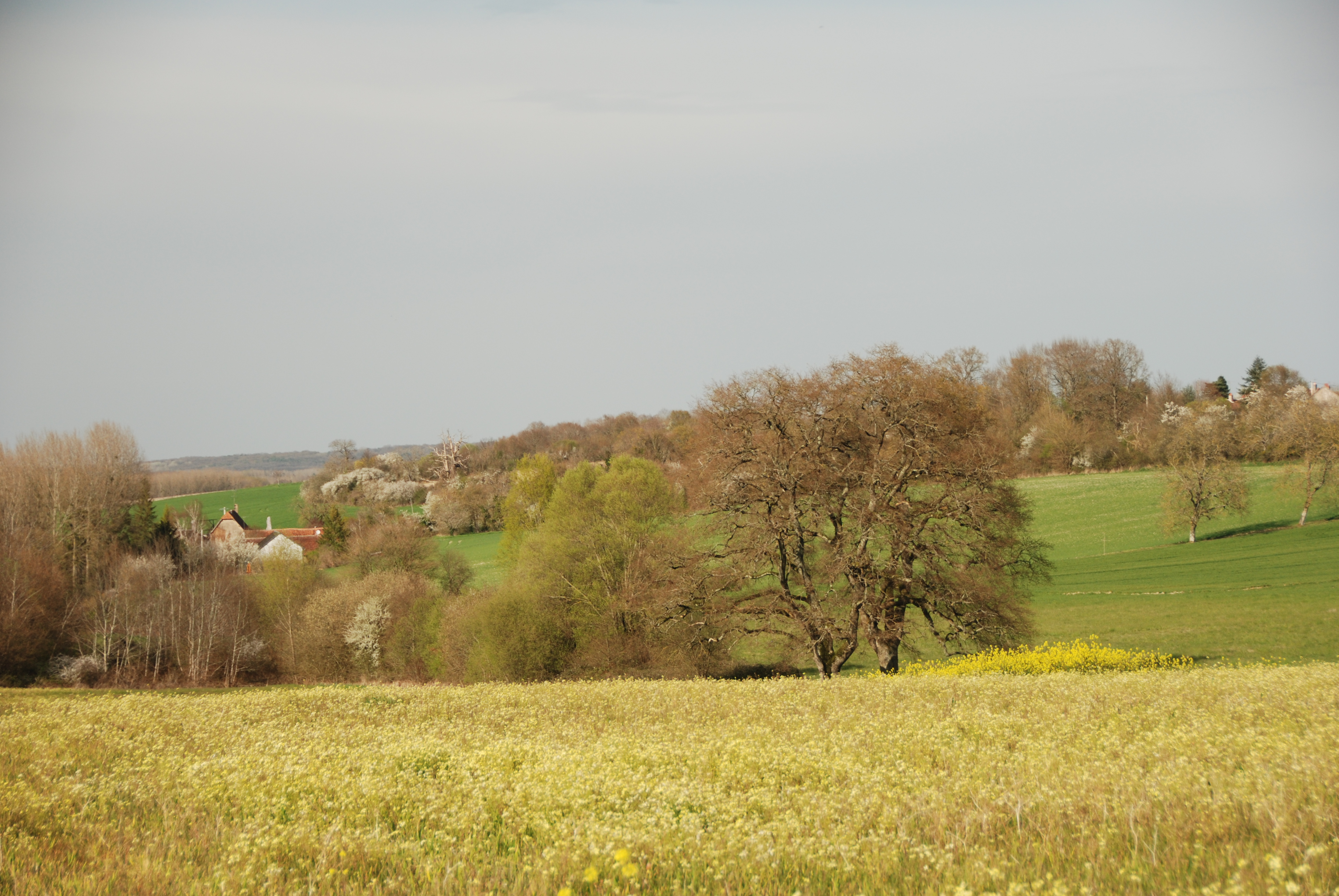
Le Boischaut Nord en 2014.

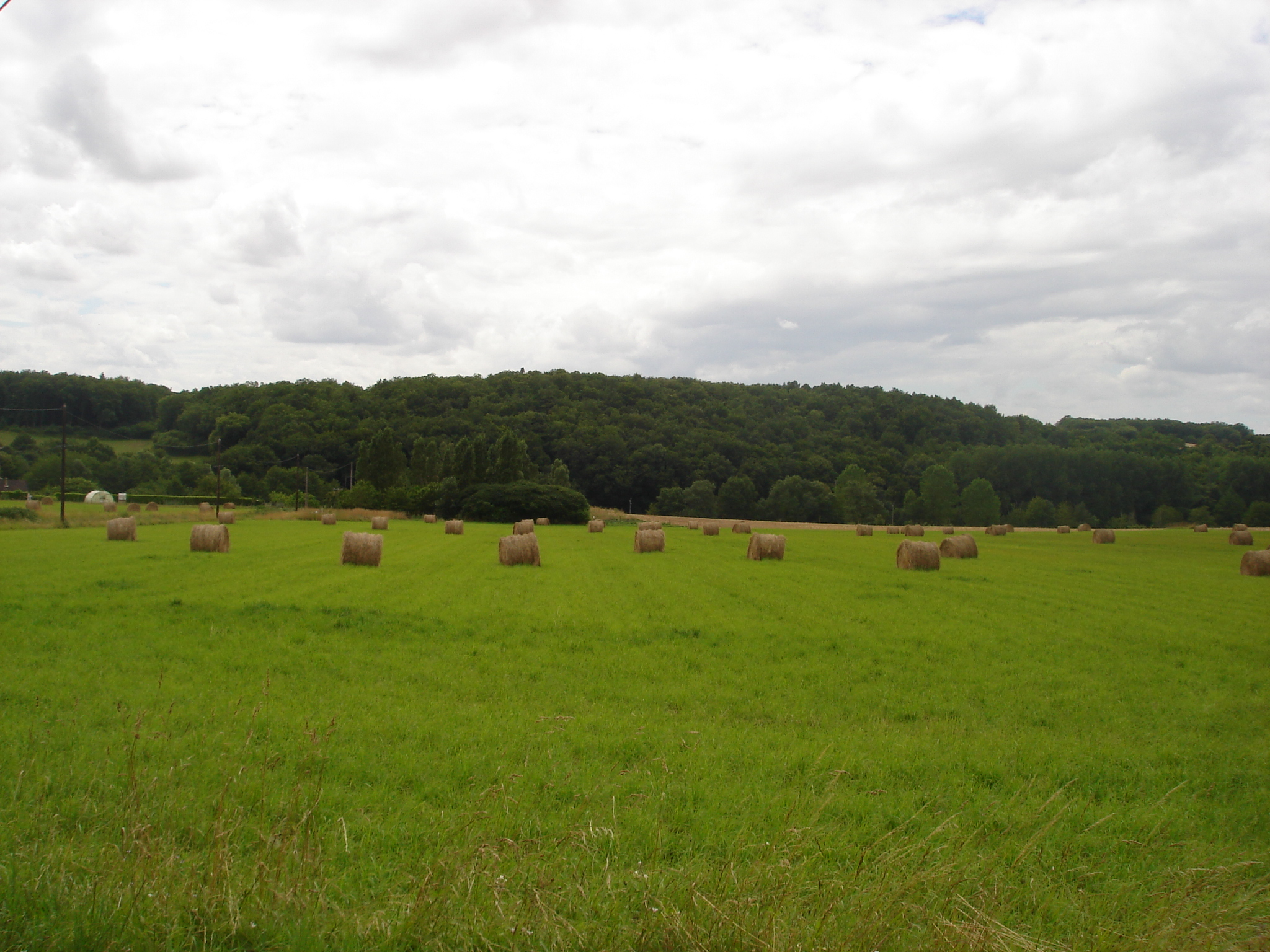
Le Blancois en 2008.
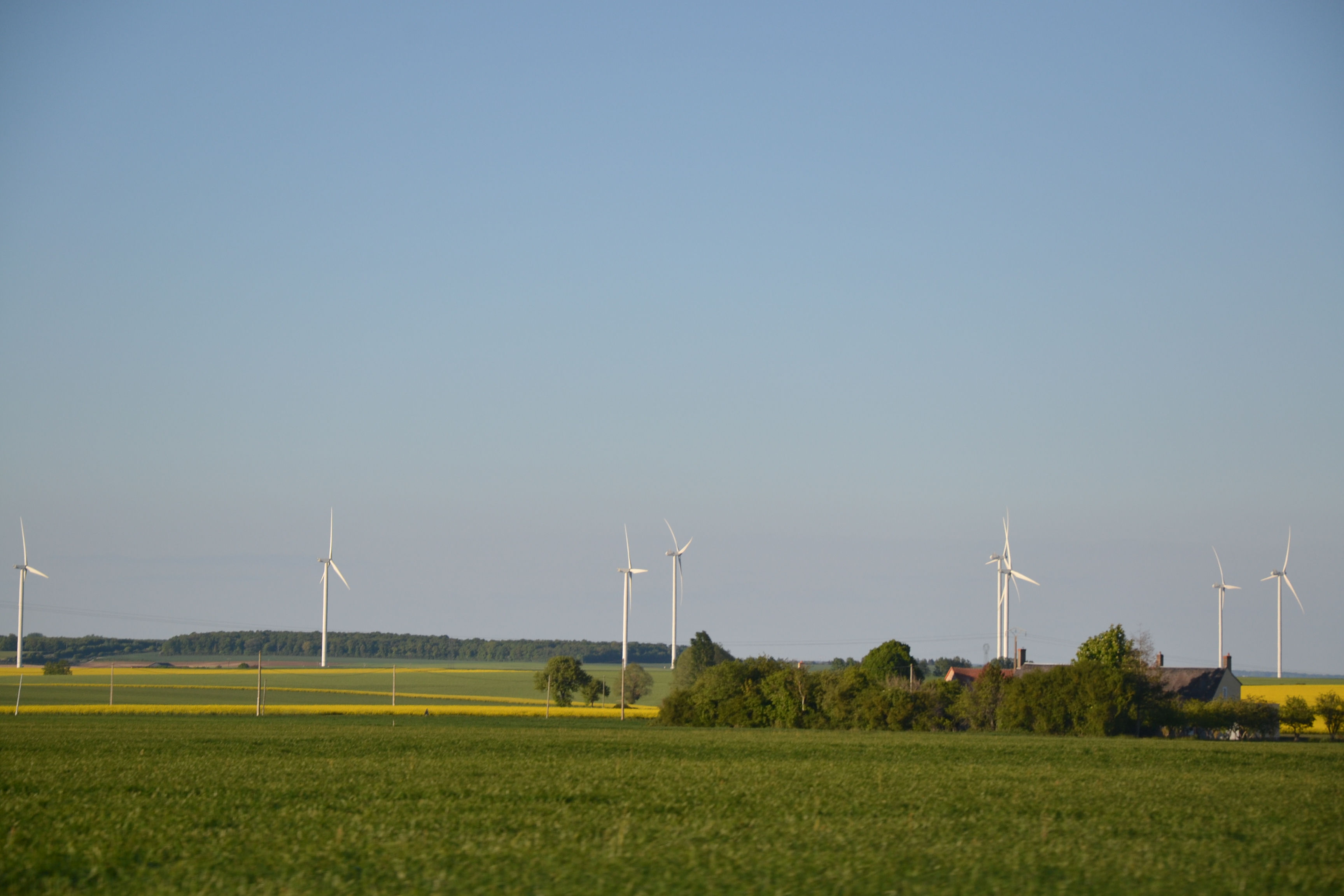
La Champagne berrichonne en 2017.